# Maan Sassen
Pour les articles homonymes, voir Sassen.

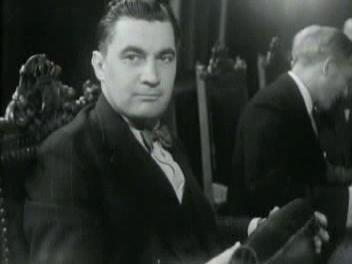
Maan Sassen en 1948.

Maan (Emmanuel) Sassen (11 septembre 1911 – 20 décembre 1995) est un homme politique néerlandais. 
En 1946, il est élu à la seconde Chambre des États généraux pour le Katholieke Volkspartij (KVP). Il sert en tant que ministre responsable pour les Colonies néerlandaises (1948-1949) et Commissaire européen à la Concurrence (1967-1971). Il siège également à l'Assemblée commune de la Communauté européenne du charbon et de l'acier dès 1952.